# Liste der Kulturdenkmale in Flensburg-Nordstadt
In der Liste der Kulturdenkmale in Flensburg-Nordstadt sind alle Kulturdenkmale des Stadtteils Nordstadt der schleswig-holsteinischen Stadt Flensburg aufgelistet. Der Erstellung diente insbesondere die im Hauptartikel gelistete Literatur (Stand: 16. Juni 2025).
Die Bodendenkmale sind in der Liste der Bodendenkmale in Flensburg erfasst.

## Legende
In den Spalten befinden sich folgende Informationen:
- Objekt-ID: die Nummer des Kulturdenkmales
- Lage: die Adresse des Kulturdenkmales und die geographischen Koordinaten. Kartenansicht, um Koordinaten zu setzen. In der Kartenansicht sind Kulturdenkmale ohne Koordinaten mit einem roten Marker dargestellt und können in der Karte gesetzt werden. Kulturdenkmale ohne Bild sind mit einem blauen Marker gekennzeichnet, Kulturdenkmale mit Bild mit einem grünen Marker.
- Offizielle Bezeichnung: Bezeichnung des Kulturdenkmales
- Beschreibung: die Beschreibung des Kulturdenkmales
- Bild: ein Bild des Kulturdenkmales

## Sachgesamtheiten
| Objekt-ID | Lage                                               | Offizielle Bezeichnung   | Beschreibung | Bild |
| --------- | -------------------------------------------------- | ------------------------ | --- | ---- |
| 35508     | An der Bergmühle 5, 7 (54° 48′ 6″ N, 9° 25′ 10″ O) | Bergmühle                | Bergmühle; 1792 im Kern,1875; seit 1792 bestehende Windmühle 1875 zum Galerieholländer umgebaut, ein- bzw. zweigeschossiges Müllerhaus mit Halbwalmdach, im Kern um 1800, Gelbsteinspeicher mit Drempel Ende 19. Jh. - Begründung: geschichtlich, technisch, Kulturlandschaft prägend - Schutzumfang: Bergmühle, Kornspeicher (An der Bergmühle 7); Müllerhaus (An der Bergmühle 5) | BW   |
| 35445     | Apenrader Straße 1 (54° 48′ 1″ N, 9° 25′ 22″ O)    | Wohnhaus mit Hofbebauung | Wohnhaus mit Hofbebauung; vor 1880, 1883, 1908, Bauherr M.K. Brix, Baugeschäft Bandholz u. Reeps; Gruppe aus repräsentativem Wohnhaus mit spätklassizistischer Gestaltung von 1883 mit älterem Kern und Hofgebäuden von 1908, Remise und Kutscherhaus überwiegend in Fachwerk - Begründung: geschichtlich, künstlerisch, städtebaulich - Schutzumfang: Wohnhaus, Remise, Kutscherhaus | BW   |
| 35448     | Apenrader Straße 25 (54° 48′ 9″ N, 9° 25′ 26″ O)   | Ansgar Kirke             | Aktualisierung vorgesehen - Begründung: geschichtlich, künstlerisch, städtebaulich, Kulturlandschaft prägend - Schutzumfang: Ansgar Kirke mit Ausstattung, Gemeindehaus, Pastorat, Außenanlagen | BW   |
| 14564     | Meiereistraße 4 (54° 47′ 52″ N, 9° 25′ 16″ O)      | ehem. Panzerkaserne      | ehemalige Panzerkaserne; 1935/36 Heeresbauamt Rendsburg; Anlage als Erweiterung der östlich davon gelegenen Kaserne am Junkerhohlweg bestehend aus dreigeschossigem Mannschaftgebäude mit Walmdach, teilverglastem Werkstattgebäude mit flachem Satteldach und Wachpavillon mit gerundetem Flachdach. Schmucklose Klinkerbauten - Begründung: geschichtlich, städtebaulich - Schutzumfang: Mannschaftsgebäude, Werkstattgebäude, Wachpavillon                                                   | BW   |
| 54916     | Neustadt 71 (54° 47′ 59″ N, 9° 25′ 22″ O)          | Gewerbehof               | Gewerbehof; Anfang 19. Jh., 1884, 1887, Baumeister Gustav Kuhrts; Gewerbehof mit dreigeschossigem Vorderhaus von 1884, Rückflügel (Brauhaus) viergeschossiger Gelbsteinbau sowie älterem zweigeschossigem Querspeicher (um 1820) mit Fachwerkinnengerüst und nördlichem Seitenflügel mit Bohlenbinderdach - Begründung: geschichtlich, wissenschaftlich, städtebaulich - Schutzumfang: Wohn- und Geschäftshaus, Rückflügel (Brauhaus), Querspeicher, 1. Seitenflügel (nord), Bohlendachspeicher | BW   |

## Mehrheit von baulichen Anlagen
| Objekt-ID | Lage | Offizielle Bezeichnung                                  | Beschreibung | Bild |
| --------- | --- | ------------------------------------------------------- | --- | ---- |
| 35625     | Annenstraße 11, Friedrichstal 39 (54° 48′ 39″ N, 9° 25′ 27″ O)                                                               | Wohnhäuser Friedrichstal 39/Annenstraße 11              | Wohnhäuser Friedrichstal 39 und Annenstraße 11; 1925, Bausekretär Richard Kiersch für die Heimstätte Schleswig-Holstein; zwei eingeschossige Backsteintraufenhäuser mit steilen Kurzwalmdächern, Giebelseiten mit Veranden und Altanen - Begründung: geschichtlich, städtebaulich - Schutzumfang: Einfamilienhaus (Annenstraße 11), Einfamilienhaus (Friedrichstal 39) | BW   |
| 14455     | Apenrader Straße 3, 5, 7, 8 (54° 48′ 2″ N, 9° 25′ 23″ O)                                                                     | Mietwohnungshäuser Apenrader Straße 3-8                 | Mietwohnungshäuser Apenrader Straße 3-8; 1904, Maurermeister Martin Jensen; geschlossene Reihe aus drei viergeschossigen Mietwohnungshäusern, variierende dekorative Fassadengestaltung in historisierenden und Jugendstilformen, begrünte Vorgärten, das Eckhaus Nr. 3 durch polygonalen Standerker mit Glockendach und anschließender Loggienachse betont, gegenüberliegendes Eckgebäude zur Feldstraße ebenfalls mit Turmhelm und Balkonachse - Begründung: geschichtlich, städtebaulich - Schutzumfang: Mietwohnungshäuser Apenrader Straße 3, 5, 7 mit Vorgärten, Wohn- und Geschäftshaus Apenrader Straße 8 | BW   |
| 50446     | Apenrader Straße 17, 19, 21, 23 (54° 48′ 6″ N, 9° 25′ 26″ O)                                                                 | Mietwohnungshäuser Apenrader Straße 17-23               | Mietwohnungshäuser Apenrader Straße 17-23; 1900-1910; repräsentative geschlossene Reihe aus vier viergeschossigen Mietwohnungshäusern mit variierender dekorativer Fassadengestaltung in historisierenden und Reformstilformen, Belebung v.a. durch Standerker, Zwerchgiebel und Balkonachsen - Begründung: geschichtlich, künstlerisch, städtebaulich - Schutzumfang: Mietwohnungshäuser Apenrader Straße 17, 19, 21, 23 | BW   |
| 50472     | Apenrader Straße 35, 37 (54° 48′ 13″ N, 9° 25′ 26″ O)                                                                        | Mietwohnungshäuser Apenrader Straße 35-37               | Mietwohnungshäuser Apenrader Straße 35-37; um 1900; zwei gleichartige Bauten mit dreigeschossigen Putzfassaden in reichen Neurenaissanceformen, Seitenrisalite überhöht mit Zwerchgiebelabschlüssen - Begründung: geschichtlich, künstlerisch, städtebaulich - Schutzumfang: Mietwohnungshaus mit Treppenhaus (Apenrader Straße 35), Wohnund Geschäftshaus mit Treppenhaus (Apenrader Straße 37) | BW   |
| 35516     | Apenrader Straße 61, 63, 65, 67, 69 (54° 48′ 20″ N, 9° 25′ 23″ O)                                                            | Mietwohnungshäuser Apenrader Straße 61-69               | Mietwohnungshäuser Apenrader Straße 61-69; 1905–11, Karl Bernt, Heinrich Petersen, Gustav Kuhrts; geschlossene Reihe aus fünf viergeschossigen Mietwohnungshäusern, Putzfassaden in variierten Formen des Jugend- und Reformstils, reiche Gliederung v.a. durch Zwerchgiebel, Erker und Putzornamente - Begründung: geschichtlich, künstlerisch, städtebaulich - Schutzumfang: Mietwohnungshäuser Apenrader Straße 61, 63, 65, 67, 69 | BW   |
| 26886     | Apenrader Straße 68-78, 132-136 (54° 48′ 23″ N, 9° 25′ 24″ O)                                                                | Wohnblockzeile Apenrader Straße 68-136                  | Wohnblockzeile Apenrader Straße 68-136; 1928–29, Willy Troost für die Wohnungsbau Flensburg GmbH; Reihe aus zwei langgestreckten dreigeschossigen Gelbsteinbauten mit Walmdächern, schlichte Gliederung, regelmäßige Achsenanordnung, Kleinwohnungen mit Innenbädern - Begründung: geschichtlich, städtebaulich - Schutzumfang: Wohnblock Apenrader Straße 68-78, Wohnblock Apenrader Straße 132-136 | BW   |
| 35624     | Friedrichshöh 17, 18, 19, Friedrichstal 52, 57 (54° 48′ 44″ N, 9° 25′ 23″ O)                                                 | Villen Friedrichshöh / Friedrichstal                    | Villen Friedrichshöh/Friedrichstal; 1913–14, Architekt Anton Meyer; Gruppe aus eingeschossigen Backsteinvillen in offener, repräsentativer Hanglage, zeittypische Gestaltung in Formen des Heimatschutzstils; straßenseitige Natursteinmauern - Begründung: geschichtlich, künstlerisch, städtebaulich - Schutzumfang: Villen (Friedrichshöh 17 (mit Einfriedung),18, 19 (mit Einfriedung), Friedrichstal 57), Einfamilienhaus (Friedrichstal 52) | BW   |
| 26879     | Harrisleer Straße 18, 20, 22, Schulgasse 7 (54° 47′ 57″ N, 9° 25′ 19″ O)                                                     | Mietwohnungshäuser Harrisleer Straße 18-22/Schulgasse 7 | Mietwohnungshäuser Harrisleer Straße u.a.; um 1900; Gruppe aus drei- bis viergeschossigen Putzbauten mit reich ornamentierten Fassaden, spätklassizistische- und Neorenaissanceformen, Eckgebäude zur Schulgasse in einfacheren Formen - Begründung: geschichtlich, künstlerisch, städtebaulich - Schutzumfang: Mietwohnungshäuser Harrisleer Straße 18, 20, 22, Schulgasse 7 | BW   |
| 14528     | Lindenallee 1, 3, 5, 7 (54° 48′ 8″ N, 9° 25′ 17″ O)                                                                          | Mietwohnungshäuser Lindenallee 1-7                      | Wohnhausgruppe Lindenallee 1-7; 1903-1908, Architekt. Heinrich Petersen; Reihe aus vier viergeschossigen Mietwohnungshäusern in geschlossener Bebauung mit dekorativer Fassadengestaltung, im Süden die Reihe eröffnendes Eckhaus zur Bauer Landstraße mit Erkerturm und abgestumpfter Ecke, nach Norden platzbildende Situation durch Riegelstellung des abschließenden Gebäudes Nr. 5 - Begründung: geschichtlich, künstlerisch, städtebaulich - Schutzumfang: Mietwohnungshäuser Lindenallee 1, 3, 5, 7 | BW   |
| 35482     | Lindenallee 2, 4 (54° 48′ 7″ N, 9° 25′ 19″ O)                                                                                | Wohnhäuser Lindenallee 2-4                              | Lindenallee 2-4; 1890er Jahre; Gruppe aus zwei im historisierenden Landhausstil auf abfallendem Gelände errichteten freistehenden Wohnhäusern, das südliche mit zugehörigem ehemaligem Pferdestall mit Remise und Kutscherzimmer sowie Einfriedung. - Begründung: geschichtlich, künstlerisch, städtebaulich - Schutzumfang: Wohnhaus mit ehem. Pferdestall und Remise, Einfriedung (Lindenallee 2); Wohnhaus (Lindenallee 4) | BW   |
| 50556     | Terrassenstraße 4, 5, 7, 9, 10, 11, 12, 13, 14, 15, 16, 17, 18, 19, 20, 21, 22, 23, 24, 25, 26 (54° 48′ 11″ N, 9° 25′ 20″ O) | Mietwohnungshäuser Terrassenstraße                      | Mietwohnungshäuser Terrassenstraße; 1900 -1903; geschlossene beidseitige Bebauung der nach Westen ansteigenden Terrassenstraße, drei- bis viergeschossige Mietwohnungshäuser mit zumeist verputzten historisierenden Fassaden, die Südseite durch reiche Ornamentik in Neorenaissanceformen sowie Vorgärten geprägt, die Nordseite dominiert von der in sich wiederholenden Entwürfen des Arbeiter-Bauvereins ausgeführten Gruppe Nr. 16-24 - Begründung: geschichtlich, künstlerisch, städtebaulich - Schutzumfang: Mietwohnungshäuser Terrassenstraße 4, 5, 7, 9, 10, 11, 12, 13, 14 (Michelsenstraße1), 15, 16, 17, 18, 19, 20, 21, 22, 23, 24, 25, 26; mit Vorgärten Terrassenstraße 5, 7, 9, 11, 13, 15, 17, 19, 21, 23, 25, 26 | BW   |
| 50631     | Vereinsstraße 6, 8, 10, 12, 14, 16, 18, 20, 22, 24, 26, 28 (54° 48′ 14″ N, 9° 25′ 31″ O)                                     | Mietwohnungshäuser Vereinsstraße 6-28                   | Mietwohnungshäuser Vereinsstraße 6–28; 1891–93, Gebr. Hummel für den Flensburger Arbeiter-Bauverein; südseitige geschlossene Bebauung der nördlichen Vereinsstraße, zwölf dreigeschossige Mietwohnungshäuser, Gelbsteinbauten in typisierten Formen, gestalterisch gruppenweise aufeinander bezogen, Nr. 28 als Eckgebäude im Straßenwinkel. Bauzeitliche Treppenhäuser überliefert - Schutzumfang: Mietwohnungshäuser 6, 8, 10, 12, 14, 16, 18, 20, 22, 24, 26, 28 - Begründung: Geschichtlich, Städtebaulich | BW   |

## Bauliche Anlagen
| Objekt-ID      | Lage                                                    | Offizielle Bezeichnung                                         | Beschreibung | Bild                             |
| -------------- | ------------------------------------------------------- | -------------------------------------------------------------- | --- | -------------------------------- |
| 1031 Wikidata  | An der Bergmühle 7 (54° 48′ 6″ N, 9° 25′ 10″ O)         | Bergmühle                                                      | Bergmühle; 1792 im Kern, 1875; seit 1792 bestehende Windmühle 1875 zum Galerieholländer umgebaut - Begründung: geschichtlich, technisch, Kulturlandschaft prägend - Schutzumfang: gesamtes Äußeres - Denkmaltyp: Bauliche Anlage, Sachgesamtheit: Bergmühle | weitere Fotos \| Fotos hochladen |
| 14453          | Apenrader Straße 1 (54° 48′ 1″ N, 9° 25′ 22″ O)         | Wohnhaus                                                       | Wohnhaus; vor 1880, 1883, Bauherr M.K. Brix; zweigeschossiger Putzbau über hohem Kellergeschoss mit schiefergedecktem Satteldach und spätklassizistischer Fassadengliederung, mittiger Altan aus Eisenguss - Begründung: geschichtlich, künstlerisch, städtebaulich - Schutzumfang: gesamtes Objekt - Denkmaltyp: Bauliche Anlage, Sachgesamtheit: Wohnhaus mit Hofbebauung | BW                               |
| 14454          | Apenrader Straße 2 (54° 48′ 0″ N, 9° 25′ 23″ O)         | Wohn- und Geschäftshaus                                        | Wohn- und Geschäftshaus; 1893, Maurermeister Gustav Kuhrts; repräsentativer viergeschossiger Putzbau in Ecklage mit Schieferdach, reiche neubarocke Fassadegestaltung durch Fensterüberdachungen und Kolossalpilaster, das Erdgeschoss rustiziert, an stumpfer Ecke zweigeschossiger Kastenerker - Begründung: geschichtlich, künstlerisch, städtebaulich - Schutzumfang: Wohn- und Geschäftshaus, - Denkmaltyp: Bauliche Anlage                                                                                         | BW                               |
| 11237          | Apenrader Straße 13 (54° 48′ 5″ N, 9° 25′ 24″ O)        | Villa                                                          | Alteintragung (Aktualisierung vorgesehen) - Begründung: geschichtlich, künstlerisch, städtebaulich - Schutzumfang: gesamtes Objekt - Denkmaltyp: Bauliche Anlage | Fotos hochladen                  |
| 6468           | Apenrader Straße 17 (54° 48′ 6″ N, 9° 25′ 26″ O)        | Mietwohnungshaus                                               | Mietwohnungshaus; 1910, Maurermeister Chr. Fürstenberg; viergeschossiger Bau mit pfannengedecktem Mansarddach, Putzfassade mit historisierenden Reformstilelementen, Standerker, Loggien, Zwerchgiebel - Begründung: geschichtlich, künstlerisch, städtebaulich - Schutzumfang: gesamtes Objekt - Denkmaltyp: Bauliche Anlage, Mehrheit von baulichen Anlagen: Mietwohnungshäuser Apenrader Straße 17-23 | BW                               |
| 22670 Wikidata | Apenrader Straße 25 (54° 48′ 9″ N, 9° 25′ 26″ O)        | Ansgar Kirke mit Ausstattung                                   | Alteintragung (Aktualisierung vorgesehen) - Begründung: geschichtlich, künstlerisch, städtebaulich - Schutzumfang: Alteintragung (Aktualisierung vorgesehen) - Denkmaltyp: Bauliche Anlage, Sachgesamtheit: Ansgar Kirke | weitere Fotos \| Fotos hochladen |
| 22671          | Apenrader Straße 25 (54° 48′ 10″ N, 9° 25′ 25″ O)       | Gemeindehaus                                                   | Alteintragung (Aktualisierung vorgesehen) - Begründung: geschichtlich, künstlerisch, städtebaulich - Schutzumfang: Alteintragung (Aktualisierung vorgesehen) - Denkmaltyp: Bauliche Anlage, Sachgesamtheit: Ansgar Kirke | Fotos hochladen                  |
| 22672          | Apenrader Straße 25 (54° 48′ 9″ N, 9° 25′ 26″ O)        | Pastorat                                                       | Alteintragung (Aktualisierung vorgesehen) - Begründung: geschichtlich, künstlerisch, städtebaulich - Schutzumfang: Alteintragung (Aktualisierung vorgesehen) - Denkmaltyp: Bauliche Anlage, Sachgesamtheit: Ansgar Kirke | Fotos hochladen                  |
| 9618           | Apenrader Straße 31 (54° 48′ 11″ N, 9° 25′ 26″ O)       | ehem. Fabrikantenvilla                                         | Alteintragung (Aktualisierung vorgesehen) - Begründung: geschichtlich, künstlerisch, städtebaulich - Schutzumfang: gesamtes Objekt - Denkmaltyp: Bauliche Anlage | Fotos hochladen                  |
| 7622 Wikidata  | Apenrader Straße 164 (54° 48′ 33″ N, 9° 25′ 20″ O)      | ehem. Petri-Schule                                             | Alteintragung (Aktualisierung vorgesehen) - Begründung: geschichtlich, künstlerisch, städtebaulich - Schutzumfang: gesamtes Objekt - Denkmaltyp: Bauliche Anlage | weitere Fotos \| Fotos hochladen |
| 9332           | Batteriestraße 52 (54° 48′ 37″ N, 9° 26′ 1″ O)          | Pförtner-Pavillon                                              | Alteintragung (Aktualisierung vorgesehen) - Begründung: künstlerisch, städtebaulich - Schutzumfang: Alteintragung (Aktualisierung vorgesehen) - Denkmaltyp: Bauliche Anlage | BW                               |
| 231 Wikidata   | Bauer Landstraße 10 (54° 48′ 3″ N, 9° 25′ 17″ O)        | Kirche St. Petri mit Ausstattung                               | Alteintragung (Aktualisierung vorgesehen) - Begründung: geschichtlich, künstlerisch, städtebaulich - Schutzumfang: gesamtes Objekt - Denkmaltyp: Bauliche Anlage | weitere Fotos \| Fotos hochladen |
| 14492 Wikidata | Bauer Landstraße 73 (54° 48′ 18″ N, 9° 24′ 44″ O)       | ehem. Grenzlandkaserne                                         | Alteintragung (Aktualisierung vorgesehen) - Begründung: Alteintragung (Aktualisierung vorgesehen) - Schutzumfang: Alteintragung (Aktualisierung vorgesehen) - Denkmaltyp: Bauliche Anlage | weitere Fotos \| Fotos hochladen |
| 14501          | Feldstraße 3 (54° 48′ 1″ N, 9° 25′ 26″ O)               | Wohn- und Stallgebäude                                         | Wohn- und Stallgebäude; 1880, H.V. Flügel für Senator C. C. Christiansen; zweigeschossiger Gelbsteinbau mit Satteldach, Traufgesims und Mitteleingang mit gotisierender Rahmung, an der Traufseite zur Straße links fünfachsiger Wohnteil, rechter Teil der Front fensterlos und durch hochrechteckige flache Blenden gegliedert, hier urspr. der Pferdestall, im Giebel Luke des Futterbodens und Aufzugswinde - Begründung: geschichtlich, städtebaulich - Schutzumfang: gesamtes Objekt - Denkmaltyp: Bauliche Anlage | BW                               |
| 14503          | Friedrichshöh 17 (54° 48′ 42″ N, 9° 25′ 21″ O)          | Villa                                                          | Villa; 1913–14, Architekt Anton Meyer; eingeschossiger Backsteinbau im neubarocken Heimatschutzstil, hohes Sockelgeschoss, pfannengedecktes Satteldach, Giebelfront mit Putzstreifen-Rahmung und Polygonalerker; Einfriedung geböschte Natursteinmauer - Begründung: geschichtlich, künstlerisch, städtebaulich - Schutzumfang: Villa, Einfriedung - Denkmaltyp: Bauliche Anlage, Mehrheit von baulichen Anlagen: Villen Friedrichshöh / Friedrichstal                                                                   | BW                               |
| 14505          | Friedrichshöh 19 (54° 48′ 43″ N, 9° 25′ 22″ O)          | Villa                                                          | Villa; 1914, Architekt Anton Meyer; eingeschossiges Backsteingiebelhaus im neubarocken Heimatschutzstil, ausgebautes Satteldach, Putzstreifen-Rahmung und Biberschwanzverkleidung an den Giebeln, straßenseitig polygonaler Standerker; Böschungsmauer in Naturstein - Begründung: geschichtlich, künstlerisch, städtebaulich - Schutzumfang: Villa, Einfriedung - Denkmaltyp: Bauliche Anlage, Mehrheit von baulichen Anlagen: Villen Friedrichshöh / Friedrichstal                                                     | BW                               |
| 8988           | Friedrichshöh 25 (54° 48′ 44″ N, 9° 25′ 20″ O)          | Zweifamilienhaus                                               | Zweifamilienwohnhaus; 1913–14, Architekt Ulrich, Sandacker; zweigeschossiger Putzbau im Reformstil auf hohem Sockel und mit Halbwalmdach, Hauptfront mit Mittelrisalit und Zwerchhaus, rückseitig eingezogene Terrasse und Holzloggia; Einfriedung Natursteinmauer - Begründung: geschichtlich, künstlerisch, städtebaulich - Schutzumfang: Zweifamilienhaus, Einfriedung - Denkmaltyp: Bauliche Anlage | BW                               |
| 7624           | Friedrichstal 52 (54° 48′ 45″ N, 9° 25′ 25″ O)          | Einfamilienhaus                                                | Einfamilienhaus; 1914, Architekt Anton Meyer; eingeschossiger Backsteinbau in Formen des neubarocken Heimatschutzstils mit Mansarddach, Baukörper durch Vorbauten belebt, seitlich Eingangsrisalit - Begründung: geschichtlich, künstlerisch, städtebaulich - Schutzumfang: Einfamilienhaus, - Denkmaltyp: Bauliche Anlage, Mehrheit von baulichen Anlagen: Villen Friedrichshöh / Friedrichstal | Fotos hochladen                  |
| 14511          | Friedrichstal 57 (54° 48′ 44″ N, 9° 25′ 26″ O)          | Villa                                                          | Villa; 1914, Architekt Anton Meyer; eingeschossiger Backsteinbau in Formen des neubarocken Heimatschutzstils mit hohem geschweiftem Satteldach, Baukörper durch Vorbauten belebt, traufseitig Mittelrisalit mit portalartigem Eingang - Begründung: geschichtlich, künstlerisch, städtebaulich - Schutzumfang: Villa, - Denkmaltyp: Bauliche Anlage, Mehrheit von baulichen Anlagen: Villen Friedrichshöh / Friedrichstal                                                                                                | BW                               |
| 10675          | Frösleeweg 1 a-b (54° 48′ 21″ N, 9° 24′ 39″ O)          | ehem. Grenzlandkaserne: Unterkunftsgebäude (2)                 | Alteintragung (Aktualisierung vorgesehen) - Begründung: Alteintragung (Aktualisierung vorgesehen) - Schutzumfang: Alteintragung (Aktualisierung vorgesehen) - Denkmaltyp: Bauliche Anlage | Fotos hochladen                  |
| 10678          | Frösleeweg 3 a-b (54° 48′ 20″ N, 9° 24′ 37″ O)          | ehem. Grenzlandkaserne: Unterkunftsgebäude (5)                 | Alteintragung (Aktualisierung vorgesehen) - Begründung: Alteintragung (Aktualisierung vorgesehen) - Schutzumfang: Alteintragung (Aktualisierung vorgesehen) - Denkmaltyp: Bauliche Anlage | Fotos hochladen                  |
| 181            | Harrisleer Straße 2 (54° 47′ 56″ N, 9° 25′ 25″ O)       | Eckhaus                                                        | Alteintragung (Aktualisierung vorgesehen); Eckhaus mit dem Denkmal von der Schlacht von Bau in der Neustadt - Begründung: geschichtlich, städtebaulich - Schutzumfang: Alteintragung (Aktualisierung vorgesehen) - Denkmaltyp: Bauliche Anlage | Fotos hochladen                  |
| 9113           | Lindenallee 8 (54° 48′ 9″ N, 9° 25′ 19″ O)              | Ölwindmühle: ehem. Müllerhaus                                  | Alteintragung (Aktualisierung vorgesehen) - Begründung: geschichtlich, städtebaulich - Schutzumfang: Alteintragung (Aktualisierung vorgesehen) - Denkmaltyp: Bauliche Anlage | Fotos hochladen                  |
| 28031          | Lindenallee 8 (54° 48′ 9″ N, 9° 25′ 19″ O)              | Ölwindmühle: ehem. Wirtschaftsgebäude                          | Alteintragung (Aktualisierung vorgesehen) - Begründung: geschichtlich - Schutzumfang: Alteintragung (Aktualisierung vorgesehen) - Denkmaltyp: Bauliche Anlage | Fotos hochladen                  |
| 26901          | Meiereistraße 4 (54° 47′ 53″ N, 9° 25′ 17″ O)           | Panzerkaserne: Mannschaftsgebäude                              | Mannschaftsgebäude der ehem. Panzerkaserne; 1935/36 Heeresbauamt Rendsburg; dreigeschossiger Backsteinbau in bewusst reduzierter Ausführung, zweigeschossiger Seitenflügel an der Ostseite, Walmdächer - Begründung: geschichtlich, städtebaulich - Schutzumfang: gesamtes Objekt - Denkmaltyp: Bauliche Anlage, Sachgesamtheit: ehem. Panzerkaserne | BW                               |
| 186            | Neustadt 53 (54° 47′ 57″ N, 9° 25′ 26″ O)               | Eckhaus                                                        | Alteintragung (Aktualisierung vorgesehen) - Begründung: geschichtlich, städtebaulich - Schutzumfang: Alteintragung (Aktualisierung vorgesehen) - Denkmaltyp: Bauliche Anlage | Fotos hochladen                  |
| 54918          | Neustadt 71 (54° 47′ 58″ N, 9° 25′ 20″ O)               | Querspeicher                                                   | Querspeicher; um 1820; Lage auf Gewerbehof, zweigeschossiger Fachwerkbau mit Verkleidung, inneres Holztraggerüst weitgehend überliefert, Satteldach mit Lagerböden auf zwei Ebenen - Begründung: geschichtlich, wissenschaftlich, städtebaulich - Schutzumfang: Querspeicher, - Denkmaltyp: Bauliche Anlage, Sachgesamtheit: Gewerbehof | BW                               |
| 54920          | Neustadt 71 (54° 47′ 59″ N, 9° 25′ 21″ O)               | 1. Seitenflügel (nord), Bohlendachspeicher                     | 1. Seitenflügel (nord), Bohlendachspeicher; um 1820; Lage auf Gewerbehof, zweigeschossiger Fachwerkbau mit Verkleidung, Eichendachstuhl mit Bogenbindern aus vernagelten Bohlen - Begründung: geschichtlich, wissenschaftlich, städtebaulich - Schutzumfang: 1. Seitenflügel (nord), Bohlendachspeicher, - Denkmaltyp: Bauliche Anlage, Sachgesamtheit: Gewerbehof | BW                               |
| 10676          | Paul-Ziegler-Straße 4 a-d (54° 48′ 15″ N, 9° 24′ 43″ O) | ehem. Grenzlandkaserne: Unterkunftsgebäude (Haus 3)            | Alteintragung (Aktualisierung vorgesehen) - Begründung: Alteintragung (Aktualisierung vorgesehen) - Schutzumfang: Alteintragung (Aktualisierung vorgesehen) - Denkmaltyp: Bauliche Anlage | Fotos hochladen                  |
| 8452           | Paul-Ziegler-Straße 6 (54° 48′ 16″ N, 9° 24′ 46″ O)     | ehem. Grenzlandkaserne: Stabs- und Unterkunftsgebäude (Haus 1) | Alteintragung (Aktualisierung vorgesehen) - Begründung: - Schutzumfang: Alteintragung (Aktualisierung vorgesehen) - Denkmaltyp: Bauliche Anlage | Fotos hochladen                  |
| 10677          | Paul-Ziegler-Straße 8 (54° 48′ 18″ N, 9° 24′ 40″ O)     | ehem. Grenzlandkaserne: Wirtschaftsgebäude (Haus 4)            | Alteintragung (Aktualisierung vorgesehen) - Begründung: - Schutzumfang: Alteintragung (Aktualisierung vorgesehen) - Denkmaltyp: Bauliche Anlage | Fotos hochladen                  |
| 9445 Wikidata  | Turnerberg 16 (54° 48′ 6″ N, 9° 25′ 18″ O)              | Pastorat der St.-Petri-Gemeinde                                | Alteintragung (Aktualisierung vorgesehen) - Begründung: geschichtlich, künstlerisch, städtebaulich - Schutzumfang: Alteintragung (Aktualisierung vorgesehen) - Denkmaltyp: Bauliche Anlage | weitere Fotos \| Fotos hochladen |

## Ehemalige Kulturdenkmale
| Objekt-ID | Lage                                       | Offizielle Bezeichnung | Beschreibung | Bild |
| --------- | ------------------------------------------ | ---------------------- | --- | ---- |
| 35476     | Lindenallee 8 (54° 48′ 9″ N, 9° 25′ 18″ O) | Ölwindmühle            | Alteintragung (Aktualisierung vorgesehen) - Begründung: geschichtlich, künstlerisch, Kulturlandschaft prägend - Schutzumfang: Alteintragung (Aktualisierung vorgesehen) - Denkmaltyp: Bauliche Anlage | BW   |

## Quelle
- Liste der Kulturdenkmale in Schleswig-Holstein – Stadt Flensburg (PDF)